# Estadio Recep Tayyip Erdoğan
El Estadio Recep Tayyip Erdoğan (en turco: Recep Tayyip Erdoğan Stadyumu) también llamado Estadio Kasımpaşa, es un estadio multipropósito ubicado en la ciudad de Estambul, Turquía. El estadio tiene una capacidad para 14.200 personas y es utilizado por el club de fútbol Kasımpaşa que disputa la Superliga de Turquía.
El estadio inaugurado en 1921 fue refaccionado completamente en 2004 adaptándolo a estándares de la UEFA, se le dotó de una infraestructura moderna, nuevos vestuarios de fútbol, salas de descanso para los jugadores, sala de masajes, sala de billar y tecnología de punta.
Desde el año 2014 lleva el nombre del político turco Recep Tayyip Erdoğan, actual Presidente de Turquía y oriundo del distrito de Kasımpaşa en Estambul.